# 유다솜 (레이싱 모델)
유다솜(1991년 2월 13일 ~ )은 대한민국의 레이싱 모델이다.

## 경력

### 에이빙모델 경력
- 2018년 - 지스타 X.D. Global Limited 소녀전선 포즈 모델
- 2018년 - 부산모터쇼 재규어/랜드로버 부스 포즈 모델
- 2018년 - 스마트 퍼스널 모빌리티 쇼 포즈 모델
- 2017년 - 판교 자율주행모터쇼 포즈 모델
- 2017년 - 서울오토살롱 나노퓨전 & 더브아이알 부스 포즈 모델
- 2016년 - 오토모티브위크 준피티드 부스 포즈 모델
- 2015년 - 서울모터쇼 시트로엥 부스 인포메이션

### 레이싱 모델 경력
- 2022년 - 서한GP 레이싱팀 전속 모델
- 2021년 - 서한GP 레이싱팀 전속 모델
- 2020년 - 서한GP 레이싱팀 전속 모델
- 2019년 - 서한GP 레이싱팀 전속 모델
- 2018년 - 서한퍼플 모터스포트 레이싱팀 전속 모델
- 2017년 - 서한퍼플 모터스포트 레이싱팀 전속 모델
- 2016년 - 핸즈 모터스포츠 페스티벌 금호타이어 스폰서쉽 모델